# Francisco Fuentes
Francisco Javier Fuentes (Guateque; 2 de juliol de 1963-Bucaramanga; 24 de gener de 2016), conegut com a Pacho sin fortuna, va ser un humorista colombià. És conegut en la seva trajectòria de comediant per interpretar el personatge de Pacho sin fortuna al programa de Sábados felices del Canal Caracol per la televisió colombiana.
Pacho sin fortuna va néixer a Guateque, departament de Boyacá, però de molt nen es va traslladar amb la seva família a Tunja. Va fer el batxiller al Col·legi de Boyacá en la promoció 1982, en la Universitat Pedagògica i Tecnològica de Colòmbia va estudiar Enginyeria Industrial. Va treballar durant diversos anys en la siderúrgica de Boyaca, avui grup Siderúrgic DIACO com a inspector de seguretat industrial, després treball en la licorera de Boyaca com a inspector de qualitat. La seva característica principal sempre va ser l'humor, en la siderúrgica amenitzava les reunions i sempre imitava al president i gerent de l'època. En 2001 va començar a participar com explicador d'acudits en Sábados felices, guanyant en 2006 el concurs a millor explicador d'acudits de l'any i obtenint 25 milions de pesos. Després d'aquest triomf va ser contractat per formar part de l'elenc del programa, ocupant aquest lloc fins avui de la seva defunció.

## Mort
La defunició de Francisco Javier Fuentes va ocórrer a causa d'una malaltia respiratòria que el va tenir en vigilància intensiva els últims dos dies fins al diumenge 24 de gener del 2016, i després de lluitar contra un càncer que li van diagnosticar en 2005, una tuberculosi i una obstrucció intestinal, detectats anys més tard, dels quals va saber reposar-se fins a perdre la batalla.